# Šaški
Šaški, selo u općini Jesenje u Krapinsko-zagorskoj županiji. U naselju postoji trasiran put pripremljen za polaganje drenaže u pravcu Malogorski - Šaški - Jesenje preko Turmeka i preko Cerine.

## Zempljopis
Selo Šaške okružuju sela (na susjednim brjegovima) Bistrovići, Šumigi, Malogorski i Cerinski. 
Brdo Jesenjsko se proteže se od Gornjeg Jesenja do granice Krapinsko-zagorske županije (Općine Golubovec) s jedne strane te Općine Bednja i Radoboj s drugih strana. Selo Šaški smješteno je na tromeđi između tih triju općina. 

## Stanovništvo
Udaljenosti do najbližih središta (trgovina i slično) iznose 5-6 kilometara. U Novi Golubovec djeca iz Šaške odlaze u školu, koriste se usluge pošte i dr. U Krapinu se odlazi samo po potrebne dokumente. 
Selo Šaški dijeli se na Gornje Šaške, Srednje Šaške i Donje Šaške.
U dijelu Gornji Šaški žive 4 stanovnika staračke dobi. Srednji Šaški su nešto brojniji i imaju oko 15 stanovnika, dok su Donji Šaški najbrojniji (imaju oko 16 stanovnika) iako se radi o samo 5 domaćinstava. 
Zbog nepovoljnih uvjeta za moderan život ljudi su se odselili u Australiju, Sjevernu Ameriku i Europu. 

## Gospodarstvo
Poljoprivreda je osnovna djelatnost sela. Radilo se ručno i uz uporabu najosnovnijih alata. Nedostatak bilo kakve mehanizacije imao je za posljedicu niske prinose tako da su domaćinstva poljoprivredom zadovoljavala uglavnom vlastite potrebe. Svako je domaćinstvo imalo nekoliko vinograda, s uglavnom divljim sortama grožđa, dok su se njive brađivale uz pomoć volova. 
Domaći bijeli kukuruz (koji je bio osnovna sirovina za domaći kukuruzni kruh), krumpir i mnoge druge kulture sadile su se ručno.
Očekuje se asfaltna cesta iz pravca Gornje Jesenje-Šaški, pravac Golubovec-Šaški ostaje dijelom neasfaltiran. Asfaltna cesta vodi do zaseoka Malogorski i Bistrovići.